# 3e regering van Israël
De 3e regering (ook bekend als het kabinet–Ben-Gurion III) was de uitvoerende macht van de Staat Israël van 8 oktober 1951 tot 24 december 1952. Premier David Ben-Gurion (Mapai) stond aan het hoofd van een coalitie van Mapai, de Mizrahi Beweging, Het Religieus Midden en Verenigd Israël.

## Ambtsbekleders
| Ambtsbekleder                 | Ambtsbekleder          | Ambtsbekleder                                      | Functie                                       | Ambtstermijn     | Ambtstermijn      | Partij                       |
| ----------------------------- | ---------------------- | -------------------------------------------------- | --------------------------------------------- | ---------------- | ----------------- | ---------------------------- |
|                               | David Ben-Gurion       | David Ben-Gurion דָּוִד בֶּן-גּוּרִיּוֹן (1886–1973)         | Premier                                       | 14 mei 1948      | 26 januari 1954   | Mapai                        |
| Minister van Defensie         | David Ben-Gurion       | David Ben-Gurion דָּוִד בֶּן-גּוּרִיּוֹן (1886–1973)         |                                               | 14 mei 1948      | 26 januari 1954   | Mapai                        |
|                               | Eliezer Kaplan         | Eliezer Kaplan אליעזר קפלן (1881–1952)             | Vicepremier                                   | 1 juni 1952      | 25 juni 1952      | Mapai                        |
| Minister van Financiën        | Eliezer Kaplan         | Eliezer Kaplan אליעזר קפלן (1881–1952)             | 14 mei 1948                                   |                  | 25 juni 1952      | Mapai                        |
|                               | Moshe Sharett          | Moshe Sharett משֶׁה שָרֵת (1894–1965)                  | Minister van Buitenlandse Zaken               | 14 mei 1948      | 18 juni 1956      | Mapai                        |
|                               | Levi Eshkol            | Levi Eshkol לֵוִי אֶשְׁכּוֹל (1895–1969)                  | Minister van Financiën                        | 25 juni 1952     | 26 juni 1963      | Mapai                        |
|                               | Chaim-Moshe Shapira    | Chaim-Moshe Shapira חיים משה שפירא (1902–1970)     | Minister van Binnenlandse Zaken               | 10 maart 1949    | 24 december 1952  | Nationaal- Religieuze Partij |
| Minister van Religieuze Zaken | Chaim-Moshe Shapira    | Chaim-Moshe Shapira חיים משה שפירא (1902–1970)     | 8 oktober 1951                                | 1 juli 1958      |                   | Nationaal- Religieuze Partij |
|                               | Dov Yosef              | Dov Yosef דב יוסף (1899–1980)                      | Minister van Justitie                         | 8 oktober 1951   | 25 juni 1952      | Mapai                        |
|                               | Chaim Cohn             | Chaim Cohn חיים כהן (1911–2002)                    | Minister van Justitie                         | 25 juni 1952     | 24 december 1952  | Onafhankelijk                |
|                               | Dov Yosef              | Dov Yosef דב יוסף (1899–1980)                      | Minister van Economie                         | 8 oktober 1951   | 24 december 1952  | Mapai                        |
|                               | Yosef Burg             | Yosef Burg יוסף בורג (1909–1999)                   | Minister van Volksgezondheid                  | 8 oktober 1951   | 24 december 1952  | Nationaal- Religieuze Partij |
|                               | Golda Meïr             | Golda Meïr גּוֹלְדָּה מֵאִיר (1898–1978)                  | Minister van Arbeid                           | 10 maart 1949    | 18 juni 1956      | Mapai                        |
|                               | Itzhak-Meir Levin      | Itzhak-Meir Levin יצחק מאיר לוין (1893–1971)       | Minister van Sociale Zaken en Welzijn         | 14 mei 1948      | 18 september 1952 | Verenigd Israël              |
|                               |                        |                                                    | Minister van Sociale Zaken en Welzijn         | Vacant           |                   |                              |
|                               | Ben-Zion Dinur         | Ben-Zion Dinur בן ציון דינור (1884–1973)           | Minister van Onderwijs en Cultuur             | 8 oktober 1951   | 3 november 1955   | Mapai                        |
|                               | David-Zvi Pinkas       | David-Zvi Pinkas דוד צבי פנקס (1895–1952)          | Minister van Vervoer                          | 8 oktober 1951   | 14 augustus 1952  | Het Religieus Midden         |
|                               | David Ben-Gurion       | David Ben-Gurion דָּוִד בֶּן-גּוּרִיּוֹן (1886–1973)         | Minister van Vervoer                          | 14 augustus 1952 | 24 december 1952  | Mapai                        |
|                               | Levi Eshkol            | Levi Eshkol לֵוִי אֶשְׁכּוֹל (1895–1969)                  | Minister van Landbouw                         | 8 oktober 1951   | 25 juni 1952      | Mapai                        |
|                               | Fritz Naftali          | Fritz Naftali פריץ נפתלי (1888–1961)               | Minister van Landbouw                         | 25 juni 1952     | 3 november 1955   | Mapai                        |
|                               | Bechor-Shalom Sheetrit | Bechor-Shalom Sheetrit בכור-שלום שטרית (1895–1967) | Minister van Openbare Veiligheid              | 14 mei 1948      | 2 januari 1967    | Mapai                        |
|                               | Mordechai Nurock       | Mordechai Nurock פריץ נפתלי (1879–1962)            | Minister van Communicatie                     | 3 november 1952  | 24 december 1952  | Het Religieus Midden         |
|                               | Fritz Naftali          | Fritz Naftali פריץ נפתלי (1888–1961)               | Minister zonder portefeuille (Algemene Zaken) | 8 oktober 1951   | 25 juni 1952      | Mapai                        |
|                               | Pinhas Lavon           | Pinhas Lavon פנחס לבון (1904–1976)                 | Minister zonder portefeuille (Algemene Zaken) | 25 juni 1952     | 26 januari 1954   | Mapai                        |